# Yang Xiong
Yang Xiong (ur. 53 p.n.e. w Chengdu, zm. 18 w Chang’an) – chiński filozof, przedstawiciel szkoły starych tekstów i poeta tworzący w stylu fu.
Atakował literaturę chenmei, twierdząc, że stanowi ona zniekształcenie tradycji. W sporze pomiędzy zwolennikami starych i nowych tekstów opowiedział się po stronie tych pierwszych. Poglądy filozoficzne Yang Xionga sytuowały się na pograniczu konfucjanizmu i taoizmu. Uważał (w przeciwieństwie do Mencjusza) że człowiek nie jest z gruntu dobry, zaprzeczał jednak również poglądowi (głoszonemu przez Xunzi) jakoby był z gruntu zły. W dziele Taixuan (太玄, Najwyższa tajemnica) przejął poglądy na temat dao zawarte u Laozi i w Księdze przemian; z kolei w Fayan (法言, Wzorcowe powiedzenia) skrytykował doktrynę szkoły yinyang.